# Limnephilus lithus
Limnephilus lithus is een schietmot uit de familie Limnephilidae. De soort komt voor in het Nearctisch gebied.